# Duplachionaspis sansevieriae
Duplachionaspis sansevieriae är en insektsart som beskrevs av Williams 1955. Duplachionaspis sansevieriae ingår i släktet Duplachionaspis och familjen pansarsköldlöss. Inga underarter finns listade i Catalogue of Life.